# Universidade Pace
A Universidade Pace é uma universidade privada com campus na cidade de Nova York e no Condado de Westchester, Estados Unidos. Foi fundada em 1906 como uma escola de negócios pelos irmãos Homer St. Clair Pace e Charles A. Pace. A Pace matriculou cerca de 13.000 alunos no outono de 2021 em programas de bacharelado, mestrado e doutorado.
A Pace University oferece cerca de 100 cursos principais em suas sete faculdades e escolas, além de oferecer também um Mestrado em Belas Artes em atuação pela The Actors Studio Drama School. A universidade é a casa do programa de televisão Inside the Actors Studio. A  universidade é afiliada à escola pública de mesmo nome.

## História
Em 1906, os irmãos Homer Pace e Charles Ashford Pace fundaram a empresa Pace & Pace para operar suas escolas de contabilidade e negócios. Eles alugaram uma sala de aula em um dos andares do edifício New York Tribune e deram aula na primeira turma de 13 homens e mulheres. A escola cresceu rapidamente e mudou-se várias vezes para Lower Manhattan.
A escola dos irmãos Pace logo foi incorporada como Pace Institute e se expandiu por todo o país, oferecendo cursos de contabilidade e direito empresarial em diversas cidades dos EUA. Cerca de 4.000 estudantes estavam fazendo os cursos dos irmãos Pace nas YMCAs na área de Nova York e Nova Jersey.

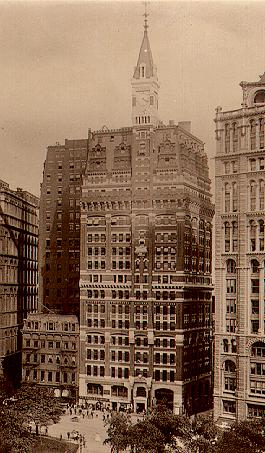
Edifício do New York Tribune, a primeira casa da escola (atual One Pace Plaza).

Depois que Charles morreu em 1940 e Homer em 1942, o filho de Homer, Robert S. Pace, tornou-se o novo presidente. Em 1947, o Pace Institute foi aprovado para status de faculdade pelo Conselho de Regentes do Estado de Nova York. Em 1951, a faculdade comprou seu primeiro campus: 41 Park Row, em Lower Manhattan.
Em 1966, o vice-presidente dos EUA, Hubert Humphrey, e o prefeito da cidade de Nova York, John Lindsay, inauguraram o complexo One Pace Plaza Civic Center, com o então presidente da Pace, Edward J. Mortola. O antigo edifício do New York Tribune foi demolido para dar lugar ao novo complexo de edifícios.
O Conselho de Regentes do Estado de Nova York aprovou a petição do Pace College para o status de universidade em 1973. Pouco depois, em 1975, o College of White Plains (anteriormente conhecido como Good Counsel College) se consolidou com a Pace e se tornou o campus de White Plains, que na época era usado para abrigar cursos de graduação e a nova faculdade de direito. Em setembro de 1976, a Pace começou a oferecer cursos em Midtown Manhattan, no prédio da Equitable Life Assurance Company (agora AXA Equitable Life Insurance Company ) na Avenue of the Americas.[carece de fontes?]
No dia dos ataques terroristas de 11 de setembro de 2001, a Universidade Pace, a quatro quarteirões do Marco Zero, perdeu 4 alunos e mais de 40 ex-alunos. Um memorial aos estudantes e ex-alunos que perderam suas vidas em 11 de setembro está erguido em todos os três campi da Universidade Pace.
Em 5 de março de 2006, alunos, ex-alunos, professores e funcionários da Pace de todos os campi se reuniram no campus de Pleasantville para uma celebração de inauguração do centenário em toda a universidade; houve um trem do centenário da Pace, fornecido gratuitamente pela Metropolitan Transportation Authority (MTA), para levar os alunos, ex-alunos, professores e funcionários da Pace da cidade de Nova York ao campus de Pleasantville. O ex-presidente Bill Clinton recebeu um doutorado honorário em letras humanas da Pace durante a cerimônia, que foi realizada no Goldstein Health, Fitness and Recreation Center.
Desde sua última visita em comemoração ao Mês da História Negra em 1989, Maya Angelou visitou novamente a comunidade Pace em 4 de outubro de 2006, em comemoração ao centenário da Pace. Dois dias depois, a Universidade Pace tocou o sino de abertura do mercado de ações NASDAQ em Midtown Manhattan para marcar o fim da celebração do centenário de 14 meses.

## Acadêmicos

### Admissão
A taxa de aceitação de admissão de graduação da Universidade Pace em 2019 foi de 75,9%, com alunos admitidos tendo um GPA médio do ensino médio de 3,4, uma pontuação composta média do SAT de 1160 em 1600 (570 em matemática, 590 em leitura e escrita) e uma pontuação composta média do ACT de 25 em 36.